# Jewgienij Łucenko
Jewgienij Olegowicz Łucenko (ros. Евгений Олегович Луценко, ur. 25 lutego 1987 w Orenburgu) – rosyjski piłkarz grający jako napastnik w klubie Arsienał Tuła.